# 志愿助手
志願助理（Hilfswilliger，縮寫 Hiwi），是第二次世界大戰期間德軍招募志願人員在被佔領的地區從事服務工作，例如司機、廚師、醫院服務員、彈藥運輸員、送信、工兵等。
志願助手在第二次世界大戰通常期間通常伴隨著通敵、叛國、合作，像是蘇聯境內的反布爾什維克運動（在德國也是相同情況）。一些蘇聯志願助手在絕望的情況下被押入德軍隊伍中，像是在史達林格勒的德國第6軍團前線因此增加了 25%（50,000）兵力
。一些德國師配置更高比例的志願助手，例如第71步兵團和第76步兵團志願助手人數參半。
蘇聯內務人民委員部（NKVD）審訊時一名被俘的志願助手說道: 「在德軍眼裡俄國人被分成三個類別：
- 第一：士兵被德軍調動，被稱為哥薩克，附屬於德國師。例如：
  - 第1哥薩克騎兵師
  - 第2哥薩克騎兵師
- 第二：自願助理——俄羅斯當地平民或戰俘志願或紅軍士兵背叛加入德國人。這些佩帶自己全套的軍銜和徽章德國制服。他們吃的和德國士兵一樣，隸屬於德國兵團。
- 第三：俄羅斯犯人做的骯髒的工作，例如廚房、馬厩等。各類別不同的待遇，但志願人員的待遇最好。[2]

志願助手被蘇聯當局稱作「前蘇聯人」，他們的命運掌握在內務人民委員部手上，通常是死亡或是勞改營。

志願助手的存在暴露出納粹思想家與德軍指揮官之間的矛盾。納粹領導人，像是獨裁者希特勒把所有斯拉夫人視為「次等人類」，因此認為他們對亞利安人、德軍來說是毫無價值的。但相對地，德軍需要人力，而且德國情報機關明白到分裂蘇聯人的需要。於是納粹思想和軍事需求的矛盾就以「哥薩克人」這分類來解決。第11軍團參謀長海爾穆特·葛羅斯庫爾特（Helmuth Groscurth）上校寫給路德維希·貝克將軍的信說:「我們為勢所逼要用俄國戰俘強化作戰部隊，允許他們配上槍支，這做法真令人不安。時局真奇怪，我們要和一直戰鬥的「禽獸」和諧共存，同生同死。」第6軍團前線部隊的四分之一都是由 Hiwi 組成的。

## 延伸閱讀
- Ordinary men : Reserve Police Battalion 101 and the Final Solution in Poland, New York : HarperCollins, 1992.